# The Messenger (Computerspiel)
The Messenger ist ein Action-Platformer-Videospiel aus dem Jahre 2018. Es wurde von dem kanadischen Indie-Entwickler Sabotage Studio entwickelt und von dem Publisher Devolver Digital veröffentlicht.

## Spielprinzip
Man spielt einen Ninja, der Messenger genannt wird, nachdem ihm die Aufgabe übertragen wurde, eine Schriftrolle zu überbringen. Im Spiel erkundet man verschiedene Level, besiegt Gegner und sammelt Zeitscherben, die man gegen Upgrades eintauschen kann. In seiner ersten Hälfte ist das Spiel ein klassisches, lineares Jump-n-Run-Spiel im 8-Bit-Stil der alten Nintendo-Klassiker wie Super Mario Bros. und Ninja Gaiden. Nach ungefähr einem Viertel des Spiels, reist der Messenger in die Zukunft, was durch einen stilistischen Wechsel zu 16-Bit-Grafik (ähnlich dem SNES oder Sega Mega Drive) hervorgehoben wird. In der zweiten Spielhälfte wechselt The Messenger dann das Genre und spielt sich wie ein Metroidvania, der Spieler muss dann nämlich bereits besuchte Level erneut betreten und Rätsel lösen, indem er in der Zeit vor- und zurück reist und mit seinen neuen Fähigkeiten bisher unbekannte Wege entdeckt.

## Entwicklung
Der Lead Designer Thierry Boulanger hat mit der Entwicklung an einem Prototyp von The Messenger 2008 begonnen. Er wollte ein Spiel mit einem Ninja als Protagonist entwickeln und ließ sich dabei von Ninja Gaiden und Chrono Trigger inspirieren. Von letzterem kam die Idee mit den Zeitreisen.
Der bemerkenswerte Soundtrack des Spiels wurde vom Musiker Eric Brown (Künstlername Rainbowdragoneyes) komponiert. Viele der Stücke wurden dabei individuell als 8- und als 16-Bit-Version erstellt.
The Messenger ist am 30. August 2018 für Windows und Nintendo Switch erschienen. PlayStation 4 und Xbox One folgten dann 2019 beziehungsweise 2020.
Ein DLC namens Picnic Panic ist am 11. Juli 2019 erschienen. Mit dem RPG Sea of Stars, das in derselben Welt spielt, hat Sabotage Studio im August 2023 ein Prequel veröffentlicht.

## Rezeption
The Messenger hat sich innerhalb der ersten Woche 50.000 Mal verkaufen können und wurde von den Kritikern positiv aufgenommen. Es wurden die Dialoge, die Steuerung, die musikalische Untermalung von Rainbowdragoneyes und der Artstyle besonders gepriesen. Hauptkritikpunkt war das Pacing.

### Auszeichnungen
- Kategorie "Startup 2016" – Numix[13]
- "Best Debut Indie Game"  – The Game Awards 2018[14]
- "Control Design, 2D or Limited 3D" – 2020 NAVGTR Awards[15]